# رودخانه آباخ (گریفینسی)
رودخانه آباخ (به لاتین: Aabach) یک رود در سوئیس است که در کانتون زوریخ واقع شده‌است.